# Marianne von Willemer
Marianne von Willemer, nota anche con lo pseudonimo di Marianne Jung (Linz, 20 novembre 1784 – 6 dicembre, Francoforte sul Meno 1860), è stata un'attrice e poetessa austriaca nota soprattutto per la sua relazione con Johann Wolfgang von Goethe.
All'età di 14 anni si trasferì a Francoforte sul Meno, dove divenne la terza moglie del banchiere Johann Jakob von Willemer, che la presentò a Goethe nel 1814. Goethe la immortalò nella sua ultima opera il Divano occidentale-orientale in particolare nel personaggio di Zuleika. Poco prima di morire rivelò di aver partecipato in modo sostanziale alla stesura dell'opera.

## Biografia
Marianne era figlia dell'attrice Elisabeth Pirngruber, che si sposò, quattro anni dopo la nascita della bambina, con il registra teatrale Joseph M. Georg Jung, il quale diede a Marianne il suo cognome. Marianne ricevette un'istruzione privata, che comprendeva lezioni di recitazione e balletto; iniziò a recitare all'età di otto anni e a nove era già protagonista di uno spettacolo in un teatro di Bratislava. A partire dal 1798 iniziò a recitare a Francoforte, ottendo subito un buon successo di pubblico. A Francoforte conobbe Johann Jakob Willemer, un banchiere appena eletto direttore del teatro, già due volte vedovo e con cinque figli. Willemer si offì di adottare la sedicenne Marianne e di educarla insieme alle sue figlie; il 25 aprile 1800 Marianne salì sul palco per l'ultima volta. Nonostante prendesse lezioni di chitarra, pianoforte e canto oltre che a di disegno, latino e lingue straniere, non riprese mai la carriera di attrice. 

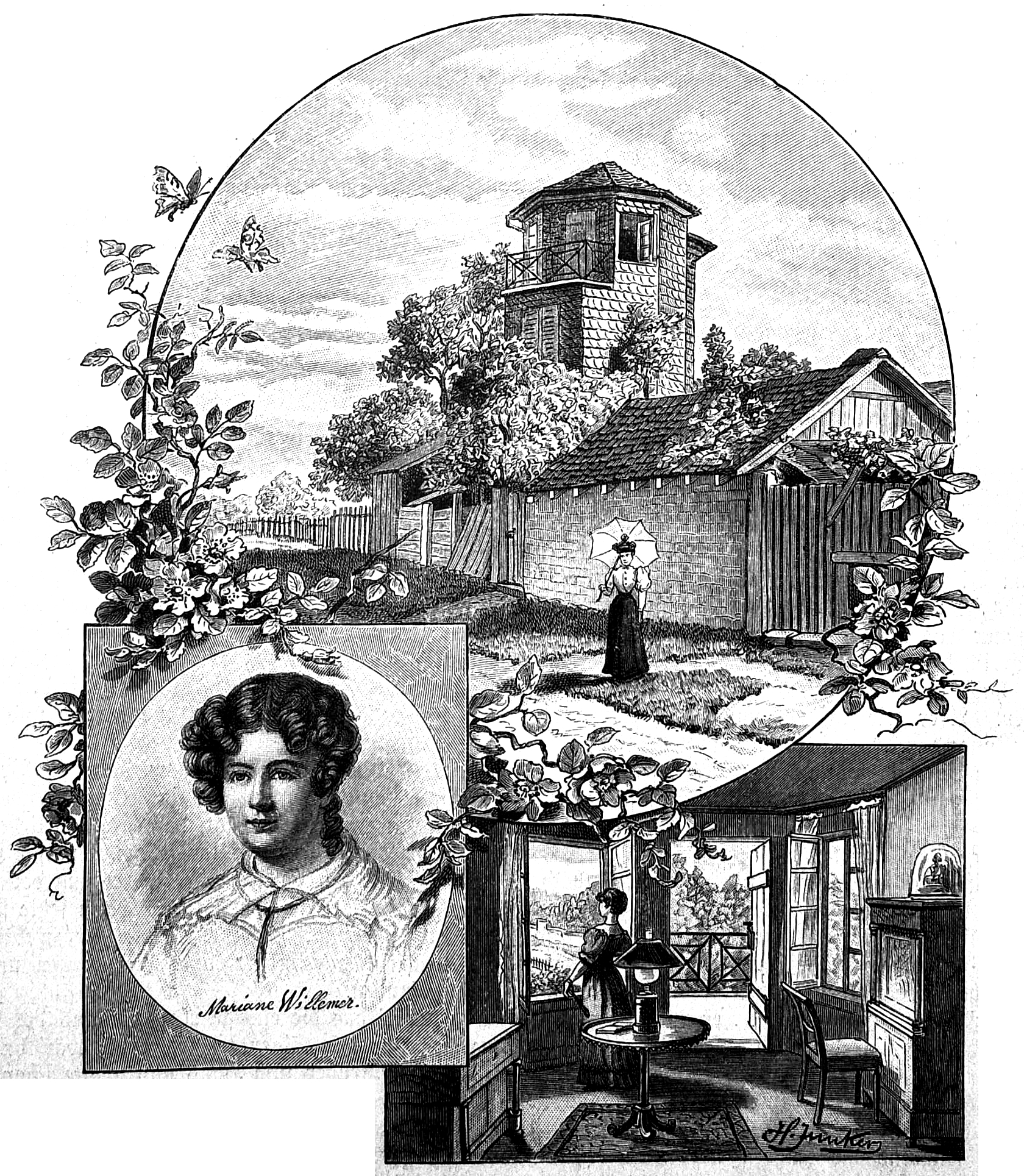

Willemer conosceva da tempo Goethe, e intratteneva con lui un rapporto epistolare; quando, nel 1814, seppe che Goethe era a Wiesbaden colse l'occasione per fargli visita e lo presentò a Marianne il 4 agosto. L'incontro avvenne in un periodo in cui Marianne, quasi trentenne, viveva con Willemer da dodici anni. Non è provato, ma è molto probabile che Goethe abbia consigliato all'amico Willemer di legalizzare la relazione, poiché le nozze avvennero dopo breve tempo dall'incontro, il 27 settembre 1814.
Il 20 ottobre Goethe partì per Weimar. Nei mesi successivi iniziò una corrispondenza regolare tra lui e Marianne. Nel 1815 soggionò dai Willemer ancora per un mese, durante il quale lavorò al soprattutto al Divano occidentale-orientale, che aveva iniziato l’anno precedente e che sarebbe stato pubblicato per la prima volta nel 1819. Durante questo periodo collaborò strettamente con Marianne, che scrisse alcune delle poesia presenti nella raccolta. Il 27 settembre 1815 fu l'ultimo giorno in cui i due si incontrarono e da allora non si videro mai più.
Johann Jakob Willemer fu colpito da un ictus nel 1836 all'età di 77 anni. Marianne si prese cura di lui negli ultimi due anni della sua vita fino alla morte nel 1838 e gli sopravvisse per 22 anni.
Si trasferì in un appartamento e diede lezioni di pianoforte e canto. Mantenne contatti con artisti, sostenendoli nel loro lavoro: ad esempio, fece sì che la collezione d'arte dei fratelli Melchior e Sulpiz Boisserée fosse venduta al re bavarese per 240.000 fiorini, costituendo il nucleo della Alte Pinakothek di Monaco di Baviera.
Marianne von Willemer morì di infarto all'età di 76 anni il 6 dicembre 1860 e fu sepolta nella tomba della famiglia Andreae nel cimitero principale di Francoforte.
Marianne von Willemer è stata l'unica tra le numerose muse di Goethe a poter essere definita coautrice di una delle sue opere. Non pubblicò mai con il suo nome, ma le sue poesie, incluse nel Divano occidentale-orientale, sono molto note.
In memoria di Marianne von Willemer l'ufficio delle donne della città di Linz ha istituito un premio intitolato a lei. A lei è stata intitolata anche una scuola elementare nel quartiere di Sachsenhausen a Francoforte.